# 雅各布·施奈德
雅各布·施奈德（德語：Jakob Schneider，1994年4月18日—），德国男子赛艇运动员。他曾代表德国参加2020年夏季奥林匹克运动会赛艇比赛，获得男子八人单桨有舵手银牌。